# Kedungbanteng (Sumbermanjing)
Kedungbanteng is een bestuurslaag in het regentschap Malang van de provincie Oost-Java, Indonesië. Kedungbanteng telt 6656 inwoners (volkstelling 2010).